# Duke Energy Center
Il Duke Energy Center è un grattacielo di Charlotte, nella Carolina del Nord.

## Caratteristiche

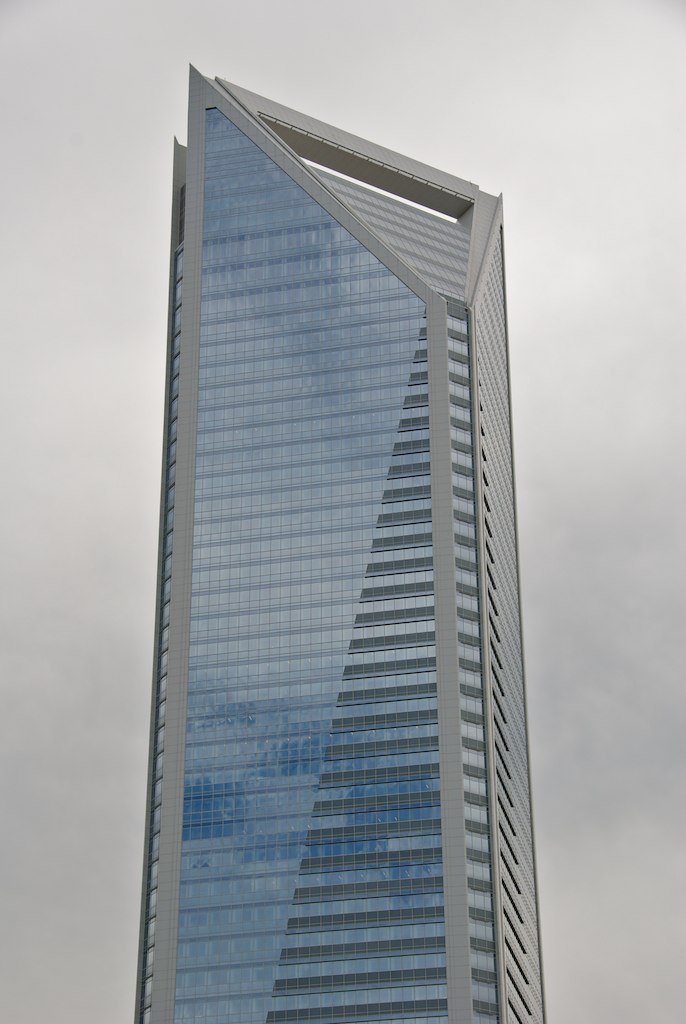
Vista del Duke Energy Center nell'ottobre 2010, che mostra l'apertura vicino alla cima

L'edificio, alto 240 metri, ha 48 piani (54 includendo quelli meccanici). Una volta completato nel 2010, è diventato l'edificio più grande di Charlotte (in metraggio quadrato), il secondo edificio più alto di Charlotte, il 63 ° edificio più alto degli Stati Uniti. L'edificio prende il nome dal suo inquilino principale, Duke Energy, e sia la torre che l'adiacente campus di arti culturali sono di proprietà di Wells Fargo.

## Costruzione

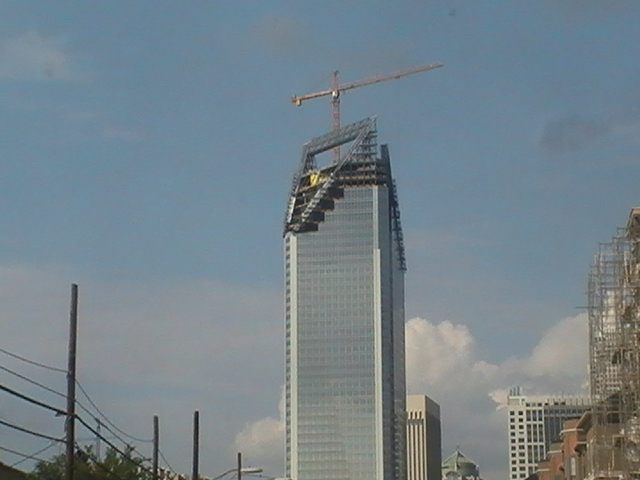
Il Duke Energy Center in costruzione nell'estate 2009.

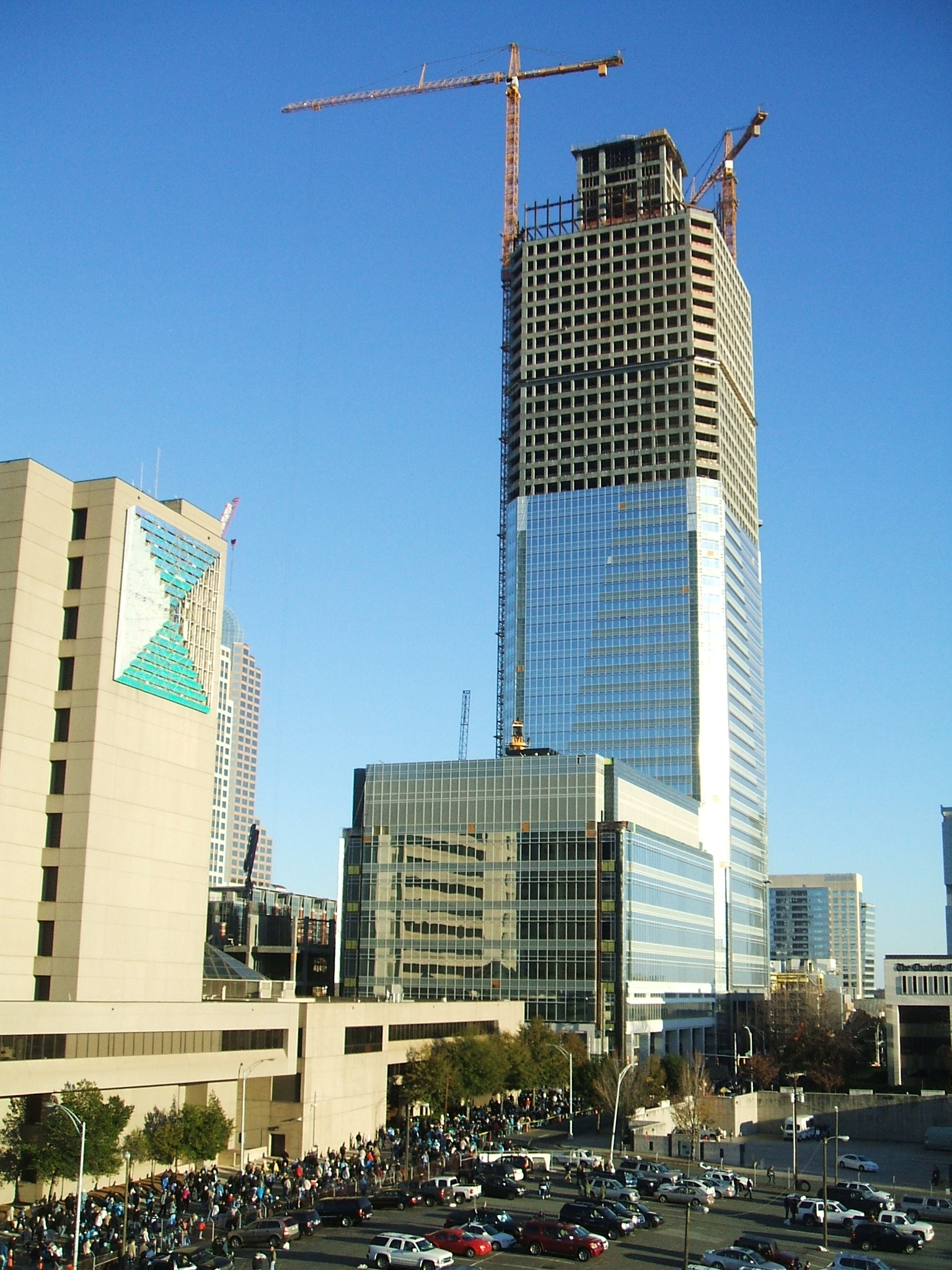
Foto tratta dallo Bank of America Stadium (novembre 2008).

L'edificio è stato costruito da Batson-Cook Construction, con prodotti preconfezionati di Concrete Supply Co. e società di ingegneria strutturale TRC International Ltd, di Sarasota, in Florida . Il nucleo dell'edificio è costruito con calcestruzzo colato sul posto, mentre le strutture del pavimento utilizzano doppie travi prefabbricate, un metodo strutturale tipico dei ponti di parcheggio. Queste doppie teìravi si estendono tra il nucleo versato sul posto e i sistemi perimetrali. Il calcestruzzo utilizzato per l'edificio è costato 18.000 sterline per pollice quadrato.